# Richard Langley (mártir)
Richard Langley (fallecido el 1 de diciembre de 1586) fue un laico católico inglés, condenado por albergar a sacerdotes católicos. Es un mártir católico, beatificado en 1929.

## Biografía
Langley probablemente nació en Grimthorpe en Yorkshire. De su padre, Richard Langley, de Rathorpe Hall, Walton, probablemente heredó Rathorpe, pero la mayor parte de su vida continuó residiendo en su finca en Ousethorpe, en East Riding de Yorkshire. Su madre fue Joan Beaumont de Mirfield. Se casó con Agnes, hija de Richard Hansby, New Malton, con quien tuvo un hijo, Christopher (n. 1565) y cuatro hijas.
Durante el período isabelino, Langley ayudó al clero católico; su casa fue ofrecida como asilo a sacerdotes. Construyó un refugio subterráneo, tal vez debajo de la vivienda de Grimthorpe, que les proporcionó refugio. Este refugio fue entregado al presidente del Norte, y el 28 de octubre de 1586 se envió una fuerte banda de militares, a la que se unieron varios jueces y ministros anglicanos, para hacer una visita domiciliaria a las casas de Grimthorpe y Ousethorpe. Se encontraron dos sacerdotes escondidos en el primero; en este último Langley mismo fue apresado. Los tres fueron llevados a York, encarcelados y posteriormente procesados ante el presidente del Norte, los sacerdotes por su cargo y Langley por albergarlos.
Durante la investigación, Langley no prestó juramento de la supremacía eclesiástica de la reina, ni se congraciaría con el señor presidente o el Consejo Privado. El primer jurado de vecinos que se había reunido en primer lugar para decidir sobre el caso fue destituido y reemplazado por otro. Langley fue condenado a muerte, sin que se adujera ninguna prueba para establecer el hecho de que había albergado a sabiendas a sacerdotes del seminario; y fue ahorcado en York. A sus restos se les negó un entierro honorable.